# Atlas (együttes)
Az Atlas (néha Atlaszként is említik) magyar beatzenekar, melyet az 1960-as évek elején alapítottak. Később soul zenét is játszottak, a felállásuk gyakran változott. 1967-ben szerepeltek a pol-beat fesztiválon. Legismertebb számaik: Töröld le a könnyeidet, Segítség, A kutya, Szombat éjjel, Jöjj ide hozzám. Több kislemezük is megjelent, majd 1969-ben értek el a csúcsra, ekkor a Kisstadionban megrendezett koncerten együtt játszottak az Illéssel és az Echo együttessel. 1969 decemberétől Nyugat-Európába szerződtek.
Makrai Pál Vágó Istvánnal játszott együtt a Favágók néven ismertté vált együttesben, Bélai György alapítója az Artchivum Művészettörténetii Dokumentációs Kutatóintézet és Adatbázis-nak. Flamm Ferenc Svédországban él. Oroszlán Gábor az édesapja Oroszlán Szonja színésznőnek.

## Tagjai
- Flamm Ferenc (Flamm) (1946. augusztus 4.) – ének
- Bíró Gábor (Doki) (1946. március 25.) – szólógitár
- Bélai György (Marci) (1949. december 3.) – harsona, trombita, fuvola, billentyűs hangszerek
- Szekeres Gábor (Szekér) (1946. július 15.) – dob
- Fülöp Ervin (1947. május 12.) – szaxofon, fuvola, gitár, billentyűs hangszerek
- Makrai Pál (1945. december 13.) – gitár, ének
- Horváth György (1947-2018. november 11.) – basszus
- Oroszlán Gábor (Leo) (1948. április 3.) – basszusgitár
- Szabó György (Manó) - szájharmonika, orgona, vokál
- Szabó János - dob
- Somló Tamás (L.G.T.)
- Pataki László
- Rosenberg Tamás
- Vadnai László (Kuksi)

CD: Just Playin' Rhythm & Blues-1965 (2017)

## Kislemezeik
- Boldog vagyok / Ne búsulj (SP 593)
- Segítség (S.O.S.) / (másik oldalon Expressz együttes: Alagút) (SP 610)
- Mondd / Álomország (SP 655)
- Szombat éjjel / A kutya (Qualiton, SP 705)
- Félek, hogy egyszer meghalok / Töröld le a könnyeidet (Qualiton, SP 714)
- Gyere, fogd a kezem / (másik oldalon Harsányi Gábor: Piros színű kerékpár) (SP 879)
- A kezem zsebre dugom! / Sírok! (Pepita, SP 897)

Kísérőzenekarként:
- Magay Klementina – Kettő, egy, fél (SP 422)
- Magay Klementina – Zsákutca (SP 424)
- Magay Klementina – A víz fölé hajlok (SP 528)
- Kovács Kati – Altató (Suttogva és kiabálva, LP, 1970)